# Religie prehistoryczne
Religie prehistoryczne – religie, których istnienia można się domyślać na podstawie wykopalisk archeologicznych, obejmujących początkowy okres dziejów ludzkości do około 3300 p.n.e., czyli do momentu, w którym przypuszczalnie wynaleziono pismo. Przez cały ten okres wierzenia przekazywane były ustnie oraz na drodze zachowań naśladowczych, czyli powielania z pokolenia na pokolenie pewnych rytuałów, gestów i czynności wchodzących w skład danej praktyki religijnej, tak jak to robią do dzisiaj wszystkie społeczeństwa niepiśmienne.
Podstawową trudność w badaniu religii prehistorycznych stanowi brak źródeł. Badacze stają wobec milczących zabytków przeszłości: kości, głazów ułożonych w szczególny sposób, grubo ciosanych figur kamiennych, malowideł naskalnych, narzędzi i innych pozostałości, których funkcję i zastosowanie niełatwo rozszyfrować. Dla przykładu: siekierka może służyć do ścinania grubszych gałęzi, ale może służyć także do rytualnego zabicia zwierzęcia ofiarnego, lub nawet człowieka; znalezione ludzkie szczątki mogły należeć do kogoś, kto zmarł w czasie batalii, ale mogły należeć też do ofiary jakiegoś krwawego rytuału; naczynia mogą pełnić niezliczone funkcje tak w życiu codziennym, jak i w czasie magicznych obrządków lub religijnych świąt. Interpretacja tych obiektów możliwa jest na drodze analogii. Znaleziska zostają umieszczone w kontekście, który mógłby rzucić światło na ich pierwotne znacznie. Wyciągane wnioski mają jednak charakter hipotetyczny i ulegają zmianie w miarę rozwoju naszej wiedzy o najdawniejszej przeszłości.

## Dolny paleolit
Około 3,7 miliona lat temu pojawił się w Afryce Australopithecus afarensis (zobacz: australopitek), który posługiwał się własnoręcznie sporządzonymi narzędziami i stworzył pierwszą kulturę zwaną olduwajską. 2,2 miliona lat temu pojawiły się pierwsze istoty z gatunku Homo zwane habilis (zobacz: człowiekowate), po nich Homo erectus, który wywędrował z Afryki na inne kontynenty, około 1,5 miliona lat temu, dał początek kulturze aszelskiej i nauczył się posługiwać ogniem. Mniej więcej 600 tys. lat temu pojawił się Homo heidelbergensis, a niecałe 400 tys. lat temu twórca kultury mustierskiej, Homo neanderthalensis, popularnie zwany neandertalczykiem.
Jest niezmiernie trudno cokolwiek wnioskować, w oparciu o wykopaliska archeologiczne, na temat religii tego okresu. Nie wiadomo, kiedy się pojawiły i w jakiej formie.
Jak twierdzi Mircea Eliade, osiągnięcie przez ludzkość postawy pionowej możemy uznać za pierwszą wielką rewolucję kulturową w jej dziejach. W pozycji pionowej można się utrzymać tylko w stanie czuwania i dzięki tej postawie organizuje się przestrzeń wokół własnego ciała, rozpoznając cztery podstawowe kierunki: przód, tył, prawo i lewo. Może dało to początek koncepcji czterodzielnego universum, rozpowszechnionej w kosmogoniach Starego i Nowego Świata. Z pewnością zapoczątkowało do dziś istniejący podziałowi świata na 4 strony: północ, południe, wschód i zachód.
Orientacja w przestrzeni miała niezmiernie ważne znaczenie dla przeżycia gatunku ludzkiego. Mentalne zorganizowanie jej ułatwiło kontrolę terytorium i z czasem pozwoliło je sobie podporządkować. Posługiwanie się narzędziami, i to nie tylko pojmowanymi jako przedłużenie ręki, ale też jako instrumenty spełniające nowe, nieznane dotąd funkcje, opanowanie umiejętności ich wytwarzania, a później wytwarzania narzędzi do produkowania kolejnych narzędzi, można uznać za drugą wielką rewolucję kulturową ludzkości.
Trzecią z kolei było opanowanie zdolności wzniecania ognia, jego utrzymywania i przenoszenia. Odtąd nie tylko ogrzewał i oświetlał ciemności, ale pełnił też funkcję obronną i wpłynął zasadniczo na dietę, więc dzięki niej także na rozwój biologiczny człowieka.

### Kult ognia
Znamy kult ognia z religii późniejszych, wiele ludów uznawało go za święty lub boski. Symbolem łączności między koloniami greckimi a metropolią był ogień zapalony w kolonii z zarzewia przyniesionego z ojczystego miasta. Najważniejszym kultem Rzymu był kult Westy, bogini ogniska i jej dziewiczych kapłanek, strażniczek świętego ognia. Jednym z ważniejszych mitów greckich był mit o Prometeuszu, który nauczył ludzi używania ognia. Mazdaizm praktykuje kult słońca i ognia jako jego przedstawiciela na ziemi.
Można przypuszczać, że kult ognia jest jednym z najstarszych wierzeń religijnych, jednak trudno go zidentyfikować w wykopaliskach archeologicznych.
Pierwsze ślady dające cokolwiek do myślenia na temat wierzeń ówczesnych ludzi wiążą się z jaskinią w Zhoukoudian, w Chinach i z człowiekiem pekińskim, klasyfikowanym jako Homo erectus, żyjącym około 700 tys. lat temu. W jaskini znaleziono zgromadzone przez niego czaszki, w których foramen magnum zostało strzaskane dla ułatwienia dostania się do mózgu. Tego typu praktyka kanibalistyczna zazwyczaj łączy się z chęcią przyswojenia sobie energii i mocy osoby zmarłej. Sugerowałoby to jakiegoś rodzaju wierzenia w siły ponadnaturalne, ale to jedynie hipoteza.

## Środkowy paleolit
Niemal wszystkie znaleziska archeologiczne, którym można przypisać jakieś znaczenie religijne, towarzyszą człowiekowi neandertalskiemu, w czasie ostatnich 50 tys. lat dolnego paleolitu. Ludzie neandertalscy grzebali swoich zmarłych z zachowaniem należytego ceremoniału i najprawdopodobniej żywili wiarę w jakiegoś rodzaju egzystencję pośmiertną.
W jaskini Szanidar, w północnym Iraku, zwłoki ułożone zostały wśród kwiatów i przysypane stertą kamieni, w Teszik Tasz. W Turkiestanie, wokół miejsca pochówku dziecka ułożono wieniec z rogów muflona. W jaskini Monte Circeo we Włoszech, znajduje się czaszka ludzka otoczona małym kręgiem z kamieni – jest to jeden z tak zwanych pochówków czaszek. Często napotykamy dary pogrzebowe, na przykład w jaskini La Chapelle-aux-Saints we Francji. Pod koniec okresu mustierskiego zaczęto grzebać zmarłych w pozycji embrionalnej i posypywać zwłoki czerwoną ochrą. Jedno i drugie może świadczyć o wierze w pośmiertną egzystencję: powrót do łona Matki Ziemi oraz przedłużenie życia w innym świecie za pośrednictwem czerwonej „krwi”. Wydaje się, że zachowania niektórych współczesnych nam ludów pierwotnych potwierdzają taką interpretację, choć możliwe są tu i inne wyjaśnienia.
Z tego samego okresu pochodzą pierwsze przedmioty o znaczeniu sakralnym: okrągłe skamieliny i kawałki pirytu. W Tata na Węgrzech znaleziono okrągłą skamielinę, na której wyryte zostały dwie krzyżujące się linie: być może jest to najwcześniejsze świadectwo koncepcji czterodzielnego universum.

### Kult niedźwiedzia
Prawdopodobne jest, że w epoce mustierskiej w Europie był rozprzestrzeniony kult niedźwiedzia, zwłaszcza w Szwajcarii, Francji, Niemczech i Włoszech. W jaskini Drachenloch w Szwajcarii znaleziono niedźwiedzie czaszki zamknięte w kamiennym sarkofagu, nakrytym kamienną płytą, co by świadczyło o celowym pochówku zwierząt. Przypomina to współcześnie praktykowany kult niedźwiedzia, spotykany wśród ludów Arktyki. Wierzą oni, że martwe zwierzę powróci do życia i przekona swoich krewnych, aby się pozwolili człowiekowi zabić. Niektórzy naukowcy nie podzielają jednak tej opinii i sądzą, że czaszki wcale nie były grzebane, tylko przypadkowo zasypane odłamkami skalnymi.

## Górny paleolit
150 tys. lat temu pojawił się pierwszy Homo sapiens i zaczął powoli wypierać neandertalczyków zamieszkujących Europę, Bliski Wschód i północną Afrykę. Mongoloidalne ludy syberyjskie dotarły do Ameryki prawdopodobnie około 30 tys. lat temu (według innej hipotezy – dopiero ok. 13 tys. lat temu). Mieszkańcy Indonezji zasiedlili Australię 60 tys. lat temu. Przynieśli oni na nowe tereny wierzenia z okresu wcześniejszego, co mogłoby świadczyć o tym, że totemizm i animizm były obecne w jakimś stopniu w starszej, wspólnej religii, nim ludy te utraciły kontakt między sobą.
Pod koniec paleolitu Homo sapiens zastąpił neandertalczyków w całej Europie, tworząc kolejne kultury: oryniacką (35-20 tys. lat p.n.e.), solutrejską (20-15 tys. lat p.n.e.) i magdaleńską (15-10 tys. lat p.n.e.). Tym razem był to Homo sapiens sapiens, który jakieś 45– 40 tys. lat temu ruszył z Afryki i poprzez Bliski Wschód dotarł do Europy, najpierw na Bałkany, a później do środkowej i zachodniej Europy. W Europie od tego momentu kultura i wierzenia zaczynają ulegać znacznemu zróżnicowaniu. Zwyczaje pogrzebowe wyraźnie wskazują na wiarę w egzystencję pośmiertną.
W jaskiniach koło Mentony, na pograniczu francusko-włoskim, znaleziono szkielety pochowane w pozycji zgiętej i pokryte tlenkiem żelaza. Towarzyszyły im rzędy muszli z przewierconymi otworami, kwarcytowe narzędzia i krzemienne noże. Pochówki na obszarze rozciągającym się od Włoch po Rosję świadczą o zwyczaju grzebania zmarłych wraz z ich najcenniejszymi rzeczami. Bez wątpienia sądzono, że zabiorą je na tamten świat.
W Rosji, w Sungir, położonym 200 km od Moskwy, znajduje się jedno z najciekawszych stanowisk archeologicznych z tej epoki, groby kilku osób, między innymi: dwójki dzieci pogrzebanych razem, chłopca i dziewczynki w wieku około 13-14 lat, kobiety oraz mężczyzny, datowane na 28 tys. lat p.n.e. Prawie tysiąc lat później w tym samym miejscu pochowano jeszcze inne osoby: mężczyznę w wieku około 50 lat i dwóch chłopców. Wszyscy zostali pogrzebani w bogato ozdobionych ubiorach z niezliczoną ilością paciorków, bransolet, wisiorków i innych przedmiotów z kości mamuciej i muszli.
Ponad 26 tys. lat temu człowiek zasiedlił Wyspy Brytyjskie i pozostawił po sobie pierwsze ślady w jaskini Paviland. „Red Lady of Paviland” (Czerwona Dama z Paviland) zwana także „Pierwszą Brytyjką”, podczas rytuału pogrzebowego została posypana czerwoną ochrą, w ostatnią podróż przyozdobiono ją i wyposażono w kilka przedmiotów.
W tym samym czasie w Australii rozpoczęto praktyki kremacji zwłok. Nad jeziorem Mungo odkryto ślady pochówku spalonych ludzkich kości, spoczywających w dołku o średnicy 75 cm na głębokości 20 cm. Badania wykazały, że należały do kobiety w wieku 20-25 lat, ich właścicielka została ochrzczona imieniem „Mungo Lady”. Kiedy zmarła, jej bliscy spalili ją, po czym rozbili pałkami lub młotkami resztki kości i zagrzebali.
W jaskini Arene Candide, we Włoszech, odkryto szczątki około 20 osobników różnej płci i różnego wieku. Taka ilość wskazywałaby na jakiegoś rodzaju nekropolię. Najciekawszy grób należy do tak zwanego „Młodego Księcia”, zmarłego około 20 tys. lat temu chłopca w wieku 12-14 lat. Jego ciało po śmierci zostało ułożone w wyciągniętej pozycji, posypane czerwoną ochrą, na rękach i nogach położono kilka kamieni, w prawą dłoń włożono kamienny nóż, a głowę ozdobiono misternie uplecioną siateczką z setkami muszelek. Chłopiec z pewnością zmarł śmiercią tragiczną – brakuje kawałka szczęki, a kości lewego ramienia są poważnie uszkodzone. Zmasakrowana część twarzy została wypełniona żółtą ochrą, jakby dla zamaskowania rany, która spowodowała śmierć.

### Kult płodności

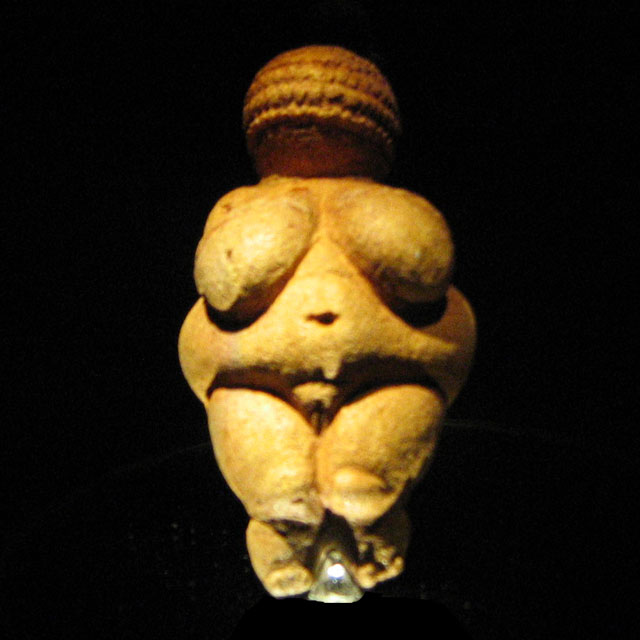
Wenus z Willendorfu

W okresie oryniackim pojawiły się słynne figurki paleolitycznych „Wenus”, najczęściej rzeźbione w kości, rogu lub kamieniu. Znajduje się je od Francji po Syberię, najsłynniejsza z nich to Wenus z Willendorfu. Niektórzy sugerują, że przedstawiają zwykłe kobiety, lecz wydaje się bardziej prawdopodobne, że są to pierwsze wyobrażenia bogini związanej z kultem płodności i wzrostu, opiekunki kobiet ciężarnych i domostwa.
Prehistoryczne religie były religiami małych społeczności plemiennych, zajmujących się myślistwem, zbieractwem i rybołówstwem. Rodzina i ród stanowiły dla nich najistotniejsze formy organizacji. Zdobycie pożywienia, przetrwanie we wrogim otoczeniu i wychowanie następnego pokolenia, prowadząc wędrowny tryb życia, wymagały nie tylko wyjątkowych zdolności, ale także sporej dozy szczęścia.
Małe, poręczne figurki, łatwe do przenoszenia, dające poczucie bezpieczeństwa tak w drodze, jak i w obrębie nowego siedliska, wydają się z psychologicznego punktu widzenia dość wiarygodnym wytłumaczeniem. Znamy z innych religii kult bóstw i duchów opiekuńczych. W Rzymie Lary i Penaty pełniły taką funkcję i tak jak paleolityczne Wenus, były lokowane w pobliżu paleniska. W judaizmie przedmonoteistycznym znajdujemy także ich ślady, przetrwały dość długo. Jeszcze w Biblii są wspominane, kiedy Rachela, żona Jakuba, kradnie swemu ojcu posążki domowych bóstw. Gdyby te analogie okazały się słuszne, w tym wypadku można by zaliczyć „Wenus” od elementów paleolitycznej sztuki sakralnej.

### Sztuka
Od okresu oryniackiego sztuka odgrywa coraz ważniejszą rolę w życiu człowieka. Ostatnie doniesienia z Afryki o odkryciu w Zambii najstarszego malarstwa naskalnego, pochodzącego najprawdopodobniej sprzed 300 tys. lat, przesuwają datę jej pojawienia się o wiele lat wstecz w stosunku do tej, w której pojawiła się w Europie.
Obecnie znamy na naszym kontynencie ponad 200 stanowisk archeologicznych, na których odkryto malowidła i ryty jaskiniowe, głównie w departamencie Dordogne, we Francji i po obu stronach Pirenejów. Najstarsze z nich, te z jaskini Chauveta, datowane są na 30 tys. lat p.n.e., te z Pech Merle – na 24 tys. lat p.n.e.
Pierwsze malowidła odkryto w 1864, w jaskini Niaux we Francji, ale początkowo nie przypuszczano, że mogą być aż tak stare. Praktycznie dopiero na początku XX wieku zaakceptowano ideę, że prymitywni jaskiniowcy, stojący na niskim szczeblu rozwoju społecznego, mogli tworzyć wysmakowane polichromie, godne nazwy prawdziwych arcydzieł.
Największy rozgłos zyskały malowidła odkryte w 1879 r. w Altamirze (Hiszpania), datowane na 13,5-11 tys. p.n.e., a po II wojnie światowej, malowidła odnalezione w 1940, w Lascaux we Francji, datowane na 15-13,5 tys. p.n.e.
Aż 80% wszystkich malowideł i rytów naskalnych przedstawia zwierzęta, głównie konie i żubry stepowe, później także renifery. Nie wiadomo, na ile można je zaliczyć do sztuki sakralnej. Interpretacje tego, co przedstawiają i celu, w jakim powstały, do dziś dzielą naukowców. Wiąże się je najczęściej z magią myśliwską. Myślistwo było jednym z głównych zajęć paleolitycznej ludności, która była zainteresowana pozytywnym wynikiem łowów i prawdopodobnie próbowała go sobie zaskarbić różnymi sposobami. Leżała im także na sercu odnowa zwierzyny, płodność samic i korzystne warunki klimatyczne, dokładnie tak jak i współczesnym myśliwym.
Wśród ludów zajmujących się jeszcze dziś łowiectwem spotyka się obrzędy o dość złożonym charakterze, a zabiegi magiczne, antycypujące wyniki łowów, stanowią zaledwie niewielką ich część. Niektórzy wierzą, że samo sporządzenie wizerunku zwierzęcia może zapewnić polowaniu sukces.
Część badaczy dopatruje się w malarstwie jaskiniowym elementów totemizmu, na przykład twórcy malowideł mogli wierzyć, że posiadają z niektórymi zwierzętami wspólnego przodka. Jeszcze inna teoria mówi o produkcji czystej sztuki dla sztuki. Ponieważ żadna z jaskiń nie była zamieszkana, postrzega się je dziś raczej jako miejsca kultu, rodzaj świątyń służących do spełniania pewnych rytuałów, na przykład inicjacji młodych chłopców, przemieniającej ich w mężczyzn, lub miejsce, w którym szamani odbywali swe spotkania z duchami.
Niewielki procent malowideł prezentuje strzały, poranione zwierzęta i postacie ludzkie, niektóre przebrane za zwierzęta. Możliwe, że są to osoby wykonujące jakieś obrzędy, czary lub tańce, mogą to być także jakieś mityczne stworzenia. Zdarzają się zwierzęta bez głów i kobiety bez głów tańczące dookoła fallicznego wyobrażenia mężczyzny. Nie znaleziono jeszcze przekonującego wytłumaczenia na to, co reprezentują.

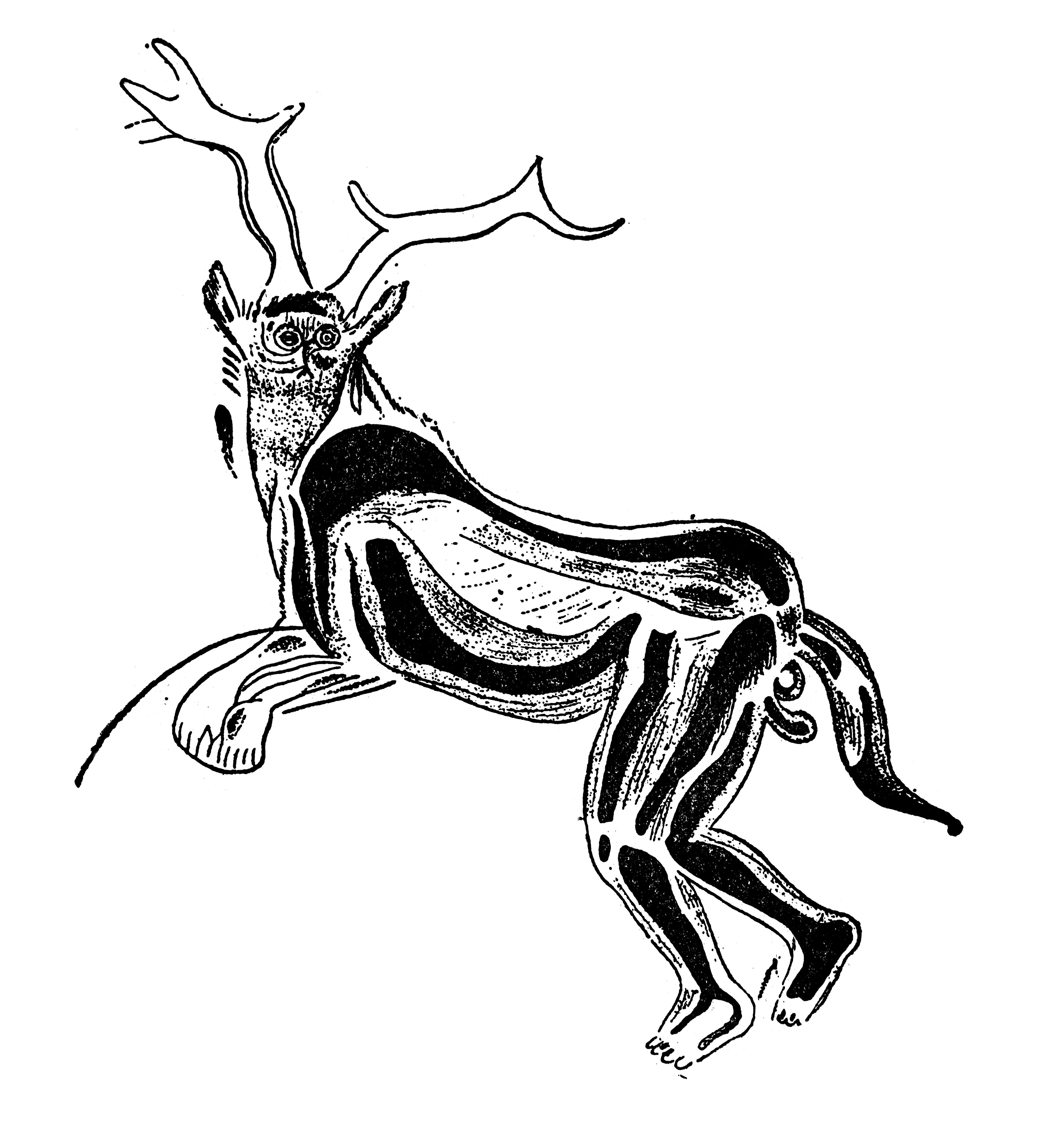
Postać człowieka odzianego w skórę zwierzęcą z malowidła w jaskini Trois Frères

Najsłynniejsze malowidło to tak zwany Wielki Czarodziej z jaskini Trois Frères we Francji – brodata postać z rogami renifera, łapami niedźwiedzia i końskim ogonem. Sądząc po sporej liczbie zwierząt leżących u jego stóp, wydaje się, że może to być Pan Zwierząt. Większość jednak widzi w nim szamana. Może w czasie obrzędów zakładał kostium magiczny, który go upodobnił do zwierzęcia.
Zazwyczaj miejsce, w którym znajdują się malowidła jest trudno dostępne – żeby je podziwiać, czasami trzeba przejść wiele metrów. W jaskini Niaux – 460 m, w jaskini Trois Frères wymaga to aż półgodzinnego marszu, tak jakby miejsce było sekretne, przeznaczone dla nielicznej elity. Niektóre jaskinie są tak małe, że liczniejsza grupa ludzi nie zmieściłaby się w nich.
W ostatnich latach, w 1991, francuski nurek Henri Cosquer odkrył w jednej z podwodnych jaskiń odciski dłoni, wyryte znaki i 145 malowideł zwierząt, z okresu wahającego się między 25 a 18 tys. lat temu. W epoce lodowej jaskinia ta jeszcze nie była zalana wodą, więc można było się do niej dostać suchą nogą. Teraz nosi imię swojego odkrywcy, niestety jest trudna do osiągnięcia nawet dla płetwonurków.
W 1994 Jean-Marie Chauvet odkrył w dolinie rzeki Ardèche w południowo-wschodniej Francji, jaskinię z ponad 300 malowidłami i rytami skalnymi, przedstawiającymi między innymi żubry, mamuty, konie, włochate nosorożce, niedźwiedzie jaskiniowe, lwy, tury, renifera, lamparta, sowy i różne znaki geometryczne. Ktoś w epoce lodowej zostawił w niej czaszkę niedźwiedzia na wielkim głazie. Ta jaskinia też została ochrzczona imieniem swojego odkrywcy.
W tym czasie, kiedy europejskie jaskinie zdobiono stadami zwierząt, po drugiej stronie globu, na wyżynie Kimberley w Australii, powstawała seria wyjątkowo eleganckich malowideł, datowanych na 17,5 tys. p.n.e. Zwane są one Bradshaws od nazwiska ich odkrywcy Josepha Bradshawa. W większości przedstawiają grupy postaci poruszających się z gracją, w tańcu, w czasie jakichś obrzędów lub ceremonii, wpatrujących się często w niebo, być może nie wszystkie przedstawiają ludzi. Tu też, tak jak w Europie, spotyka się odciski dłoni oraz ich negatywy.
Wydaje się prawdopodobne, że samą jaskinię łączono z kultem Matki Ziemi. Jaskinia pozwala wniknąć w jej wnętrze, w jej łono. Nietrudno zauważyć, że zwierzęta szukają w ziemi schronienia, grzebią nory, zapadają tam w sen zimowy. Po spędzeniu zimy w takiej kryjówce niedźwiedzica wydaje wiosną na świat młode. To wszystko może nasuwać na myśl ideę, że ziemia rodzi i pomnaża zwierzęta. W wielu mitach przewija się ten właśnie wątek. Nawiązanie do płodności jest dość wyraźne, zwłaszcza w rytach przedstawiających narządy płciowe, głównie kobiece, rzadko męskie.
Od okresu kultury oryniackiej potwierdzone jest kojarzenie rysunków zwierząt i symboliki seksualnej, przyporządkowanie określonych znaków, grupowanie itd. co sugeruje istnienie określonej, wczesnej mitologii.
Od środkowego paleolitu ludzie, mimo że żyli ciągle jeszcze w ścisłym kontakcie z naturą, już nie byli od niej uzależnieni w takim stopniu jak kiedyś, kiedy nie potrafili posługiwać się ogniem. Nauczyli się zasiedlać tereny, na których przeżycie bez posiadania tej umiejętności byłoby niemożliwe. Kultura, którą stworzyli, zaczęła wpływać na ewolucję w tym samym stopniu co geny.
Rewolucyjnym krokiem, już czwartym, na drodze w kierunku cywilizacji, a właściwie konsekwencją trzech poprzednich, o których wspomniano trochę wcześniej, było wykształcenie mowy. Trudno powiedzieć, kiedy dokładnie to nastąpiło – prawdopodobnie między środkowym a górnym paleolitem (100–50 tys. lat temu). Ta skomplikowana umiejętność związana z rozwojem odpowiedzialnych za nią ośrodków, mieszczących się w korze mózgowej, wymaga opanowania złożonych systemów logicznych, rozwiniętej pamięci i zdolności do wyższych czynności psychicznych, dzięki którym posiadamy także percepcję estetyczną, niezbędną do tworzenia sztuki.
Historia ludzkości to historia podboju natury i związanych z tym odkryć i wynalazków. Podczas gdy w sferze duchowej idee i dogmaty rodzą się i umierają, podbój natury jest procesem ciągłej akumulacji nowych doświadczeń, obserwacji bądź eksperymentów, z których każde, nawet te nieudane coś dorzuciły do wspólnego dorobku.
Pod koniec paleolitu człowiek posiadł podstawy geologii, astronomii i historii naturalnej. Kult zmarłych, który stał się rozpowszechnioną praktyką, świadczy o tym, że wytworzył również własną filozofię życia, na której oparł religię. Baczna obserwacja natury, początkowo niezrozumiałej i wrogiej, pozwoliła mu odkryć pewne prawidłowości, których mechanizmu nie był w stanie zrozumieć, niemniej pojmował wpływ, jaki ma na jego życie.
Najłatwiejsza do zaobserwowania jest cykliczna zmiana ciągle następujących po sobie dni i nocy. Słońce rodzi się codziennie rano, z pewnej strony, zawsze tej samej, przebiega po nieboskłonie po określonej drodze i umiera z przeciwnej strony, zawsze mniej więcej w tym samym miejscu. Według słońca można się orientować w terenie, określić kierunek, w którym się podąża. Kiedy zapadnie noc, na niebie pojawia się księżyc, codziennie ma on inny kształt. Wystarczy 27 dni i 7 godzin – jeden miesiąc księżycowy, żeby zaobserwować, że powrócił do swego pierwotnego kształtu. Według tych zmian można dość wygodnie obliczać czas. Od pełni księżyc ciągle się zmniejsza, aż po około 14 dniach znika całkowicie, po czym pojawia się malutki sierp, który powoli rośnie przez następne 14 dni, aż do kolejnej pełni. Po pełni sierp księżyca jest zwrócony w jedną stronę, natomiast po nowiu w przeciwną, co ułatwia dodatkowo odgadnięcie w jakiej fazie się znajduje. Z tych właśnie obserwacji pozostał nam do dziś tydzień złożony z 7 dni. Babilończycy używali kalendarza księżycowego, a Judejczycy przejęli go od nich.
Kolejnym cyklem jest obieg gwiazd po niebie. Jedynym nieruchomym punktem na całym nieboskłonie jest Gwiazda Polarna. Teraz wiemy, że obieg gwiazd jest oczywiście złudzeniem – to Ziemia kręcąc się dookoła własnej osi dokonuje w ciągu doby obrotu o 360°.
Zaobserwowanie, a później zrozumienie cyklicznego charakteru fenomenów naturalnych, wprowadza pewien ład w postrzeganie świata. Dominującym elementem jest ciągła zmiana, ale składa się ona z cyklicznych powrotów – wszystko się powtarza i odnawia w uporządkowany sposób. Słońce rodzi się z kolejnym dniem, wieczorem umiera, następuje noc, po której następuje kolejny dzień i słońce rodzi się na nowo, po pełni nadchodzi nów i potem kolejna pełnia, gwiazdy pojawiają się na niebie po to, żeby zniknąć, ale znikają, żeby się następnej nocy pojawić jeszcze raz i znowu zniknąć.
W takiej optyce czas nie biegnie po linii prostej, lecz zatacza koło i wszystko się powtarza raz jeszcze, i jeszcze, w nieskończoność. W wielu światopoglądach i religiach pojawia się motyw cyklicznego powrotu: w hinduizmie, buddyzmie, w religiach Chin, antycznego Egiptu i w tych opartych na animizmie.
W jaskini w Lascaux w 2000 roku archeolodzy zidentyfikowali kalendarz księżycowy. Są tam też namalowane Plejady i tak zwany Letni Trójkąt – antyczny gwiazdozbiór, którego wierzchołkami są: Altair, Deneb i Wega. W hiszpańskiej jaskini El Castillo, datowanej na 14 tys. p.n.e., odkryto namalowany gwiazdozbiór Korony Północnej. Prawdopodobnie jakaś część jaskiniowych malowideł odnosi się do map nieba i może do pierwszych mitów z nim związanych. Z pewnością już wtedy grupowano gwiazdy w gwiazdozbiory i według nich orientowano się w porach roku.
Na Ukrainie znaleziono kalendarz pochodzący sprzed 16 tys. lat. Na kawałku kości ktoś zarejestrował dwa kolejne cykle księżycowe. Znaleziska te potwierdzają znaczenie, jakie przywiązywano do obserwacji astronomicznych już w tak zamierzchłej epoce. To one dawały praktyczną wiedzę o funkcjonowaniu świata, pozwalały przewidzieć poprawę lub pogorszenie się warunków, obfitość lub niedostatek zasobów, co było niezwykle ważne dla całej społeczności.
Antyczni Grecy wiedzieli, że powrót Plejad na wieczorne niebo zapowiadał sezon zimowych deszczów, a Plejady były już znane w górnym paleolicie – widać już wtedy odgrywały ważną rolę. Nietrudno wyobrazić sobie, że Słońce, Księżyc i gwiazdy mogły jawić się jako potężni sprawcy cyklicznych przemian. Z późniejszych religii znamy kulty astralne, solarne i lunarne, w których ciała niebieskie uważano za bóstwa lub ich siedziby. W paleolicie nie odkryto śladów tych kultów, pojawiają się one dopiero w neolicie, niemniej są efektem interpretacji wcześniej odkrytych zjawisk astronomicznych.
Paleolitycznym astronomom niebo objawiło porządek świata, uświadomiło, że istnieje jakaś moc, która wszystkim steruje i że istnieje ścisła relacja między tym, co się dzieje na niebie a tym, co się dzieje na ziemi.
To moc nieba sprawia, że pory roku następują po sobie, a pojawienie się niektórych gwiazd uprzedza o ich nadejściu. Po zimie rośliny się rodzą do życia, kwitną, owocują i umierają i następnej wiosny rodzą się na nowo. Z nieba pada ciepły deszcz, po którym zielenieją łąki i lodowaty śnieg, który potrafi zabić, W cykl odwiecznego powrotu wpisany jest także cykl życia i śmierci. To, co się rodzi – umiera, a to, co umiera – rodzi się na nowo. Dzięki mocy nieba ustawicznie odradza się czas, świat i życie.
Przekonanie, że prawo przychodzi z nieba, trwa do dziś. To właśnie z tego powodu w większości religii bogowie mieszkają w niebie i dysponując mocą niebiańską rządzą światem, zapewniając mu stabilność i porządek. Ta moc wyraża się w sile i władzy najwyższej, jest ciągła w czasie i działaniu. Nie zawsze siła była postrzegana jako jedność, mogło ich być wiele. Przykładem sił natury mogą być duchy zwierząt łownych i siły Matki Ziemi.
W Meindorf, niedaleko Hamburga, odkryto ślady składania ofiar z samic reniferów sprzed 18 tys. lat. Praktyka polegała na zatapianiu ubitych zwierząt w jeziorach lub stawach. Aby nie wypłynęły na powierzchnię, obciążano je głazami. Dokonywali tego łowcy reniferów na początku sezonu łownego, między majem a czerwcem. Miały one zapewnić rozmnażanie się zwierzyny łownej i powodzenie w czasie polowań. Składano je duchom przyrody, co by świadczyło o początkach animizmu. Podobne ślady odkryto w Stellmoor, tym razem sprzed 8 tys. lat, co by znaczyło, że przez 10 tysiącleci kontynuowano te same ceremoniały.
Około 16 tys. lat temu klimat zaczął się ocieplać i z czasem stał się bardziej wilgotny. Topniejąc lodowce zaczęły powoli podnosić poziom wody w morzach, a kiedy Epoka lodowa dobiegła końca, był on o 130 m wyższy niż w okresie średniego paleolitu.
Podczas gdy w Europie łowcy dzikich zwierząt żyli wciąż jeszcze w trudniejszych warunkach, na Bliskim Wschodzie około 11 tys. p.n.e. rozpoczął się proces przechodzenia od gospodarki łowiecko-zbierackiej do rolniczo-pasterskiej. To właśnie tam, wraz z ociepleniem się klimatu, tak zwany „żyzny półksiężyc” – wielki łuk sięgający od Morza Czerwonego, poprzez Syro-Palestynę i przedgórze Taurusu i Zagrosu, po Zatokę Perską, przemienił się w krainę obfitującą w dużą ilość jadalnych roślin i łagodnych zwierząt, potencjalnie łatwych do udomowienia. Ta nieznana dotąd obfitość zasobów pozwoliła ludzkości dokonać kolosalnego skoku, znanego pod nazwą „rewolucji neolitycznej”. Łowcy i zbieracze z tych terenów nie musieli już przemieszczać się po wielkich przestrzeniach w poszukiwaniu niezbędnych im do przeżycia środków. Mieli wszystko w zasięgu ręki. Mogli zacząć myśleć o samodzielnej produkcji żywności.

## Neolit
Rolnictwo narodziło się prawdopodobnie jako konsekwencja zbierania nasion przez kobiety. Uprawa ziemi pozwoliła na stacjonarny tryb życia i wzrost populacji. Prawie jednocześnie zaczęto udomawiać i hodować zwierzęta, co dało początek pasterskiemu nomadyzmowi na obrzeżach rejonów rolniczych.
Bogactwo terenów między Tygrysem i Eufratem było tak ogromne, że to właśnie tam Hebrajczycy umiejscowili swój Raj. Między Syrią a Palestyną znaleziono ślady pierwszych stałych osiedli, takich jak: Jerycho, Murajbit, Bajda, Nemrik, Dżarmo, M'lefaat i Çayönü Tepesi.
Od 8 tysiąclecia p.n.e. religie tych społeczeństw, które właśnie zaczęły uczyć się rolnictwa, uległy głębokim przemianom. Zaczął się krystalizować świat bogów ukształtowanych na obraz i podobieństwo człowieka. Główną postacią stała się Bogini Matka, lub Wielka Bogini, patronka płodności, urodzaju, wegetacji i ziemi, przedstawiana jako figura kobieca o obfitych kształtach i silnie podkreślonych cechach płciowych, za bardzo przypominająca paleolityczne Wenus, by nie snuć hipotez na temat ich wspólnego pochodzenia.
Prawdopodobnie Wielka Bogini jawiła się ludziom jako władczyni świata, pani życia i śmierci. Z prostej obserwacji wiedziano, że wszystko, co się rodzi, musi mieć matkę. Dlatego ziemię uprawną utożsamiono szybko z łonem bogini. I tak jak wcześniej przypisywano jej zdolność rodzenia zwierząt, tak teraz przypisano jej zdolność rodzenia roślin. Zresztą terminologia opisująca pewne cechy charakterystyczne ziemi zachowała jeszcze ślady tamtych wierzeń. W dalszym ciągu mamy „płody” rolne, „płodną” ziemię i „urodzaj”.
Osiadły tryb życia i podział terytorialny wpłynął na wzbogacenie się ludności w stopniu dotąd nieznanym. Zdolność do akumulowania majątku w postaci domostwa, sprzętów, ziemi, zwierząt i narzędzi, wzbudziło potrzebę posiadania spadkobierców i rąk do pracy. W konsekwencji kult Bogini stał się dominujący, jej protekcja zapewniała potomków, obfitość plonów i przyrost stad, jednym słowem – dobrobyt. Zainteresowana jej przychylnością była więc cała społeczność, bez względu na płeć.
Już około 8000 p.n.e. pojawiają się pierwsze statuetki kobiece wykonane z terakoty, w Murajbit, a około 7000 p.n.e. w Çatalhöyük i Köskhöyük. Niektóre figurki bogini są pomalowane w serpentyny, co wskazywałoby na to, że była także Panią Węży. W późniejszych statuetkach, z epoki minojskiej, dzierży ona w dłoniach właśnie węże.

### Kult przodków
Wraz ze wzrostem dobrobytu pojawia się ideologia rodziny. Podstawą jej jest kult czaszek, który pojawił się około 7000 p.n.e. na Bliskim Wschodzie, w pierwszym okresie Jerycha. Czaszki zostają zgromadzone w podziemnych depozytach. Później zwyczaj uległ zmianie przez jakieś 2000 lat i około 5500 p.n.e. zostają one wystawione na widok publiczny w domach lub w sanktuariach. Czasami są one wystawione całkiem nagie, na prostych podstawach z czerwonej gliny, ustawione wzdłuż ścian, innym razem są wypełnione gliną i wtedy mają wymodelowane z wapna lub gliny twarze, na wzór maski pośmiertnej. W innych miejscach znaleziono szkielety pozbawione głów.
Wiele rysunków ściennych z Çatal Höyük, gdzie też znaleziono pojedyncze czaszki, przedstawia sępy, które krążą nad zwłokami bez głów. Wszędzie, pamięć o właścicielach czaszek zapewnia ciągłość pokoleń.
Poprzez Anatolię wszystkie te nowości dotarły około 6000 p.n.e. do Grecji, a stamtąd na Bałkany i do reszty Europy. Do tego czasu i tutaj klimat uległ znacznemu ociepleniu. Większość zwierząt z epoki lodowcowej wymarła, tak jak mamuty, lub wyemigrowała bardziej na północ.
Teraz tereny, które kiedyś porastała tundra, zarosły puszczami ciągnącymi się przez setki kilometrów. Pojawiają się jelenie, dziki, tury, drobniejsze zwierzęta futerkowe i niezliczona ilość ptactwa. Między V a IV tysiącleciem p.n.e. na terenie Europy już wszyscy jej mieszkańcy prowadzili osiadły tryb życia, nawet ostatni zbieracze i łowcy przyjęli tę praktykę. Obok osiedli powstawały nekropolie – w tym okresie były to zbiorowe groby, mieszczące od 500 do 100 osób. Dość szybko zaznacza się podział między skromnymi miejscami pochówku a grobami bogato wyposażonymi.
Na Bliskim Wschodzie często praktykowano pozostawianie ciała zmarłego na świeżym powietrzu aż do czasu rozłożenia się ciała i chowania pozostałych szczątków pod podłogą w domu lub w jego pobliżu. Znajduje się kości pomalowane na czerwono, niebiesko lub zielono.